# Поджо-Империале
Поджо-Империале (итал. Poggio Imperiale) — коммуна в Италии, располагается в регионе Апулия провинции Фоджа.
Население составляет 2818 человек (2008 г.), плотность населения — 54 чел./км². Занимает площадь 52 км². Почтовый индекс — 71010. Телефонный код — 0882.
Покровителем коммуны почитается святой Плакида Субиакский, празднование 5 октября.

## Демография
Динамика населения:

## Администрация коммуны
- Официальный сайт: http://www.comune.poggioimperiale.fg.it/